# Gorno-Altajszk
Gorno-Altajszk (oroszul Горно-Алтайск, dél-altaji nyelven Улулу Алтай [Ululu Altaj]) város Oroszországban, Nyugat-Szibéria déli részén, az Altaj előhegyeiben, Moszkvától 3641 km-re. Az Altaj köztársaság fővárosa és egyetlen városa.

## Fekvése
A köztársaság északnyugati határa közelében, alacsony hegyekkel körülvett völgyben, a Majma folyó partján fekszik. A Majma itt találkozik a kis Ulala folyóval és a város közelében az Altaj egyik legnagyobb folyójába, a Katunyba torkollik. A legközelebbi város az Altaji határterülethez tartozó, kb. 100 km-re fekvő Bijszk.

## Története
A 19. század elején az őslakos teleutok kisebb települése volt ezen a helyen. 1824-ben Bijszkből orosz telepesek jöttek ide, ők alapították Ulala falut. Később misszionáriusok és orosz kereskedők is érkeztek. A század végén a település a Tomszki Kormányzóság egyik jelentékeny kereskedelmi központja volt.
1922-ben megalakították az Ojrot Autonóm Területet, melynek Ulala település lett a központja. 1928-tól város, 1932-től neve Ojrot-Tura (jelentése: 'ojrotok városa'). 1948-ban az ojrot népnév használatát a Gorno-Altaj elnevezés váltotta fel (jelentése: hegyi Altaj), létrejött a Gorno-Altaj Autonóm Terület, és a város neve Gorno-Altajszk lett. 1992-ben a terület az Oroszországi Föderáció egyik tagköztársasága lett, a város pedig az Altaj Köztársaság fővárosa rangra emelkedett.
1924-ben készült az első, kezdetleges vízierőmű; 1937-ben hőerőmű építése kezdődött. 1939-ben nyitották meg a város első állandó, hangosfilmek vetítésére alkalmas filmszínházát; épülete 1994-ben leégett. A televíziós átjátszóállomást 1958-ban, a városi közigazgatás központi épületét 1969-ben adták át.

## Lakossága
- 1989-ben 46 436 lakosa volt.
- 2002-ben 53 538 lakosa volt. melyből 39 153 orosz, 10 453 altaj (110 cselkánnal, 95 tubalárral és 87 telengittel együtt) , 983 kazah, 510 ukrán, 445 kumundi, 348 német, 229 örmény, 156 tatár, 149 azeri, 108 fehérorosz, 101 kirgiz stb.
- 2010-ben 56 933 lakosa volt,[5] melyből 38 579 orosz, 12 689 altaj (301 tubalárral, 241 telengittel és 179 cselkánnal együtt), 1 267 kazah, 440 kumundi, 352 ukrán, 259 német, 232 örmény, 158 azeri, 146 tatár, 104 kirgiz, 102 tuva, 88 üzbég, 74 fehérorosz, 72 koreai, 52 moldáv.[6]

## Gazdaság, közlekedés
Kisváros jellegű település, a középületeket leszámítva többségében földszintes faházakkal. Jelentősebb iparral nem rendelkezik; helyi jelentőségű a textilipar, az építőipar és az élelmiszeripar. Az Altaj-hegység természeti adottságai sok turistát vonzanak, és a város számára kiemelt fontosságú az idegenforgalom, növekedésének azonban határt szab a közlekedés nehézkessége és a köztársaság szűkös ellátottsága energiával.
Vasúton nem érhető el a város. A Barnaulból leágazó vasúti szárnyvonal végállomása Bijszk, onnan jó minőségű országúton lehet eljutni Gorno-Altajszkba. A két város közötti vasútvonal építését várhatóan 2013-ban kezdik meg és 2015-ben fejezik be.
A várostól néhány kilométerre vezet az Altaj legfontosabb országútja, az ún. csujai főút (csujszkij trakt), mely a mongol határ és Bijszk között, majd onnan tovább Nyugat-Szibéria központi városáig, Novoszibirszkig teremt összeköttetést.
Az országút mellett épült Gorno-Altajszk repülőtere. A Szovjetunió felbomlása után, 1991-ben a menetrendszerű repülőjáratokat megszüntették, és tizenkilenc éven át csak charter járatok közlekedtek. Az első menetrendszerű járat 2010 decemberében indult újra a város és Novoszibirszk között.

## Kultúra, felsőoktatás
1949-ben a városban tanárképző főiskola létesült. Jórészt erre alapozva hozták létre 1993-ban a Gorno-Altajszki Állami Egyetemet, ahol 2010-ben tizenegy karon 2820 hallgató tanult.
Gorno-Altajszknak 1937-től volt állandó színháza. Központi színháza, a Nemzeti Színház épületét 1971-ben avatták fel. Az 1994-ben leégett nagy moziépület helyén művelődési- és szórakoztatóközpont épült.
1961-ben a város keleti szélén régészek egy kora kőkorszaki település nyomait tárták fel. A több százezer vagy talán másfél millió éves maradványokat az ismert altaji néprajzkutatóról, A. V. Anohinról elnevezett helytörténeti múzeumban helyezték el, mely nem csak a város, hanem az Altaj történetének emlékeit is gyűjti.